# Fraternité de la Cène (Málaga)
La Fraternité de la Cène de Malaga est une fraternité de Málaga, membre du Groupement de Confréries, qui participe à la Semaine Sainte. Elle a pour nom officiel : Real y Muy Ilustre Hermandad de la Sagrada Cena Sacramental y María Santísima de la Paz, ce qui peut se traduire par : Royale et Très Illustre Fraternité de la Sainte Cène Sacramentelle et Sanctissime Marie de la Paix.

## Histoire
La Fraternité déjà existait au  XVIIe siècle dans l'ancien couvent de Saint Louis le Royal, comme fille de la Fraternité de Propre  et Pure Conception. Elle s'en est séparée avant de se  réorganiser en Fraternité du Sanctuaire Royal de la Victoire.
Elle décline jusqu'à ce que, grâce à l'activisme de Miguel Luque Paredes qui emmène un groupe de  travailleurs de l'ancienne “Compagnie des chemins de fer andalous”, elle renaisse le 20 de junio de 1924. Il en deviendra le premier frère majeur et la même année la Fraternité devient membre de plein droit de la Réunion des confréries de la Semaine Sainte à Malaga. Elle fait sa première sortie en procession le dimanche de Rameaux 925 depuis le  Sanctuaire de la Victoria, effectuant plusieurs Stations de Pénitence dans les rues du quartier et du centre de la cité.
En 1927, S.M Alphonse XIII l'honore du titre de Royale.
Après les horribles événements de mai de 1931, elle commande une statue votive de La Sanctissime Marie de la Paix au sculpteur José Gabriel Martín Simón ainsi que la réalisation du Christ et les apôtres au sculpteur valencien Pio Mollar Franch.
En 1938 la fraternité se place sous le patronage de la Sanctissime Marie de la Paix.
Le 20 mars 1969, on inaugure la Chapelle située au côté de la gare de chemin de fer, nouveau siège de la Fraternité. Mais, le jour des Saints Innocents, 28 décembre de cette même année, la chapelle brûle au cours d'un terrible incendie qui consumera tout aussi bien le groupe sculpté de la Cène que la Sanctissime Marie de la Paix.
Au cours des années suivantes, de nouvelles statues sont alors commandées au jeune artiste Luis Álvarez Duarte qui réalisera la Vierge de la paix, don des confréries de Malaga, y notre Seigneur Jésus  et les apôtres el apostolado participant à la Cène≈.
Le 4 juin 2005 la confrérie abandonne la chapelle pour se déplacer en sa Maison de la Fraternité. En 2006 lorsque la procession en sort pour la première fois La chapelle de la maison de la Fraternité se révèle être un lieu peu approprié à l'exercice du culte, tant et si bien que les Statues votives de la fraternité sont déplacées dans l'église paroissiale des Saints Martyrs tout en conservant la Maison de la Fraternité pour l'exercice ordinaire de la vie de la fraternité et préparer sa sortie en procession.

## Procession Officielle
La procession est prévue pour durer 8 heures et 15 minutes.

### Statues de procession
En 1970 le sculpteur sévillan Luis Álvarez Duarte réalise la Vierge de la Paix 
En 1971, il réalise Jésus, Notre-Seigneur, puis le groupe des Apôtres participant à la Sainte Cène Sacramentelle de Notre Seigneur Jésus Christ.
La vierge et Notre seigneur Jésus sont restaurées en 1995 par Estrella Arcos. 
Luis Álvarez Duarte restaurera les statues de la Sanctissime Marie de la Paix en 2012, et en 2013, Notre Seigneur Jésus figurant au centre de la Cène.

### Trônes
Les deux statues processionnent sur un trône :
- Le trône du Seigneur est l'œuvre de Guzmán Bejarano, réalisé de 1970 à 1971, en bois sculpté et doré, entouré de statues de Luis Ortega Bru et Rafael Barber.
- Le trône de la Vierge est en métal argenté ciselé des ateliers Vilarreal, entouré de statues par Rafael Barbier. Il est surmonté d'un dais des ateliers de Frères Rodriguez réalisé au milieu des années 1950, et d'un manteau de cérémonie de velours bleu foncé rebord d'or brodés par les Révérentse Mères Adoratrices, d'après de dessins de Juan Casielles del Nido.

### Pénitents
| - Tuniques et capirotes de velours rouge - Cingulaire Or - Cape Ivoire - Chemise, Gants blancs - Chaussures et chaussettes noires      | Section Statue du Christ Les pénitents portent une tunique de velours rouge serrée à la taille par un cingulaire jaune d'or. Ils sont coiffés d'un capirote assorti. Par-dessus les épaules est jetées une cape ivoire portant les insignes de la fraternité. Les porteurs remplacent la tunique par une simple chemise blanche et le capirote par un masque (antifaz). Ils ne portent pas de cape. |
| - Tuniques et capirotes de velours bleu foncé - Cingulaire Or - Cape Ivoire - Chemise, Gants blancs - Chaussures et chaussettes noires | Section Statue de la Vierge À la couleur de la tunique et du capirote près, pour les pénitents qui servent le Paso de la Vierge la description de la tenue est la même. |

### Ordre d'entrée en procession
| Prédécesseur               | Rang d'entrée | Successeur               |
| -------------------------- | ------------- | ------------------------ |
| Hermandad de la Santa Cruz | 3° rang       | Hermandad de los Viñeros |

### Marches dédicacées
Groupe musical de procession
- Hymne du Saint Graal, Parfait Artola (1988)
- Pax Malacitana, Francisco Javier Brun (1995)
- Reine de la Paix, Sergio Pastor (2004)
- Donne-nous ta Paix, José Luis Pérez Zambrana (2014)
- Salut du trône (De la Vierge de la Paix), José Antonio Molero (2015)

Cornets et Tambours
- La Vierge de la Paix, Alberto Escámez (1944)
- Dimanche de Corpus, Alberto Zumaquero (2013)
- Cène Sacrée, Juan M. Fernández

Groupement Musical
- Calice De Paix, Juan Luis Muñoz (2008)
- Le Sacrement de Notre Foi, Felipe Cañizares Navarro (2012)

## Curiosités
- La statue de Saint Jacques le Mineur est un autoportrait de Luis Álvarez Duarte.
- La statue du Christ, il est la première œuvre christique réalisée par l'auteur.
- Anciennement, sur la table de la Sainte Cène était placé un agneau que l'on offrait aux nécessiteux, à la fin de la procession.
- La Sanctissime Marie de la Paix est la première œuvre du sculpteur sévillan Álvarez Duarte réalisée à Málaga.